# Victoire-Eugénie de Battenberg
« Victoria Eugenia » redirige ici. Pour les autres significations, voir Victoria Eugenia (homonymie).
Titres
Reine consort d'Espagne
31 mai 1906 – 14 avril 1931
(24 ans, 10 mois et 14 jours)
Épouse du prétendant légitimiste
aux trônes de France et de Navarre
29 septembre 1936 – 28 février 1941
(4 ans, 4 mois et 30 jours)
Victoire-Eugénie de Battenberg (en anglais : Victoria Eugenie of Battenberg ; en espagnol : Victoria Eugenia de Battenberg), princesse de Battenberg puis, par mariage, reine d'Espagne, est née le 24 octobre 1887 à Balmoral et morte le 15 avril 1969 à Lausanne. Petite-fille de la reine Victoria et nièce du roi Édouard VII du Royaume-Uni, elle épouse le roi Alphonse XIII en 1906 et règne à ses côtés jusqu'en 1931. L'actuel roi d'Espagne, Felipe VI, est son arrière-petit-fils.

## Biographie

### Jeunesse

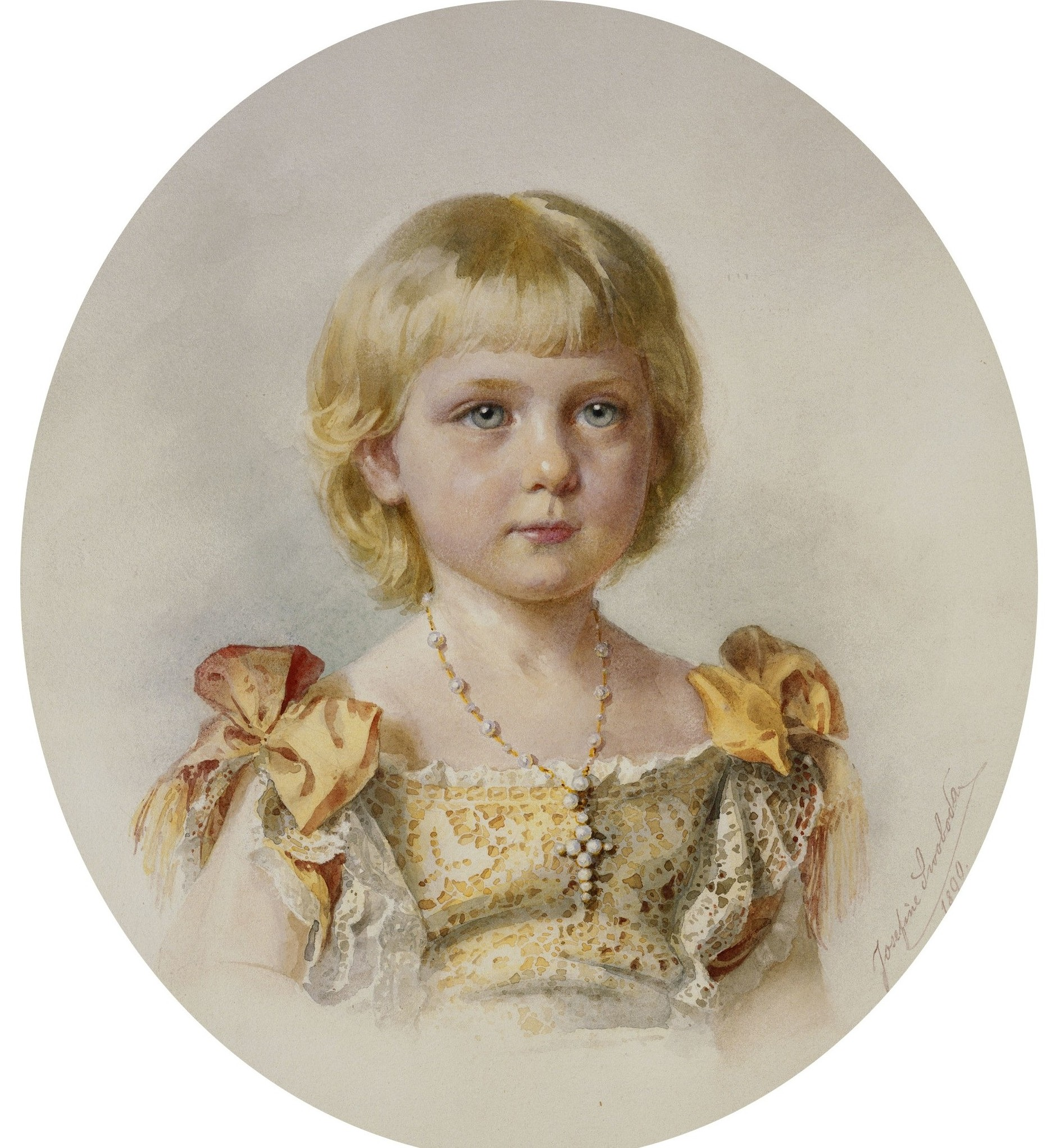
Victoire-Eugénie en 1890 par Josefine Swoboda.

La princesse Victoire-Eugénie naît au château de Balmoral le 24 octobre 1887. Elle est le deuxième enfant et la seule fille du prince Henri de Battenberg, fils du prince Alexandre de Hesse-Darmstadt et de son épouse morganatique la comtesse Julia Hauke, et de la princesse Béatrice du Royaume-Uni, fille de la reine Victoria et du prince consort Albert de Saxe-Cobourg-Gotha. Elle a un frère aîné, Alexandre (1886-1960), et deux frères cadets, Léopold (1889-1922) et Maurice (1891-1914). Victoire-Eugénie est le dernier petit-enfant d'un souverain britannique à voir le jour en Écosse jusqu'à la naissance de la princesse Margaret au château de Glamis en 1930.
Le prince Henri étant issu d'une union morganatique, il tient son titre de « prince de Battenberg » de sa mère, créée princesse de Battenberg de plein droit. Les enfants d'Henri auraient donc dû obtenir le prédicat d'« Altesses sérénissimes », cependant, la reine Victoria émet un mandat royal le 4 décembre 1886 accordant le prédicat plus prestigieux d'« Altesses » aux enfants du prince Henri et de la princesse Béatrice. La princesse reçoit ses deux premiers prénoms en hommage à sa grand-mère la reine Victoria et à sa marraine l'impératrice Eugénie de Montijo. Pour sa famille et le grand public britannique, elle est connue par le diminutif du dernier de ses noms, Ena. Étant née dans la cinquantième année du règne de la reine Victoria, elle est surnommée « le bébé du jubilé ».
Elle est baptisée dans la Drawing Room du château de Balmoral. Ses marraines sont l'impératrice Eugénie, sa grand-mère paternelle la princesse de Battenberg et ses tantes maternelles les princesses Victoria et Helena, et ses parrains sont son oncle paternel le prince Louis de Battenberg et son oncle maternel le prince Alfred.
Sa grand-mère maternelle lui transmet le gène de l'hémophilie.
La princesse grandit à la cour de la reine Victoria car sa mère sert de secrétaire et de confidente à la souveraine. Elle passe son enfance au château de Windsor et à Osborne House sur l'île de Wight. Victoire-Eugénie et ses frères sont proches de leur grand-mère. Elle écrit qu'« étant nés et élevés dans sa maison, la reine Victoria était comme une seconde mère pour nous. Elle était très gentille mais très stricte, avec des idées à l'ancienne sur la façon dont les enfants doivent être élevés ». La reine Victoria écrit : « J'aime tellement ces enfants chéris, presque autant que leur propre parent » et surnomme Victoire-Eugénie son « petit trésor ».

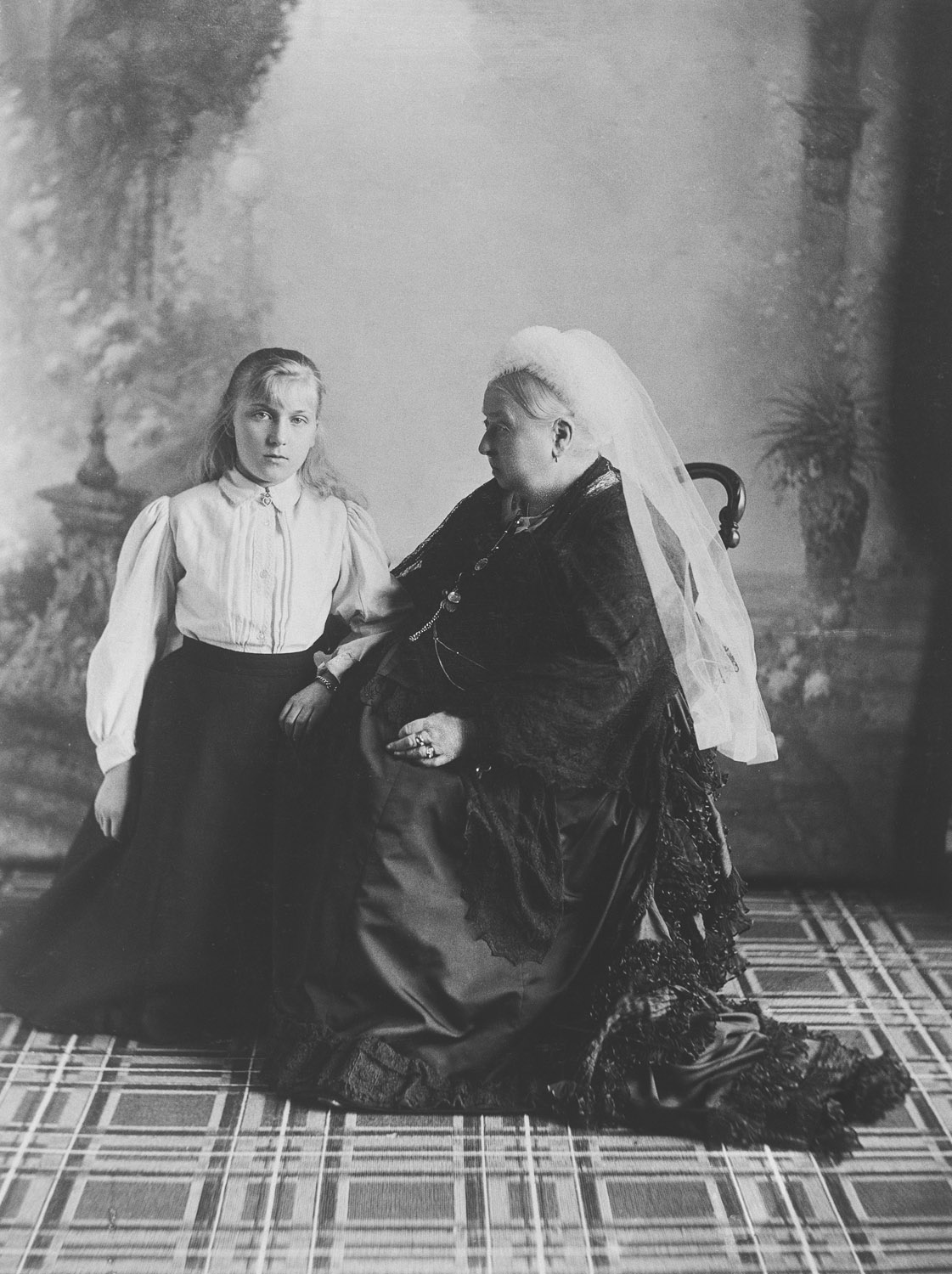
Victoire-Eugénie avec sa grand-mère, la reine Victoria, 1897.

Elle est demoiselle d'honneur au mariage de son cousin le duc d'York avec Mary de Teck le 6 juillet 1893.
Son père meurt en 1896 des suites de fièvres contractées en Afrique. Après la mort de la reine Victoria en 1901, les Battenberg résident au palais de Kensington à Londres.

### Fiançailles

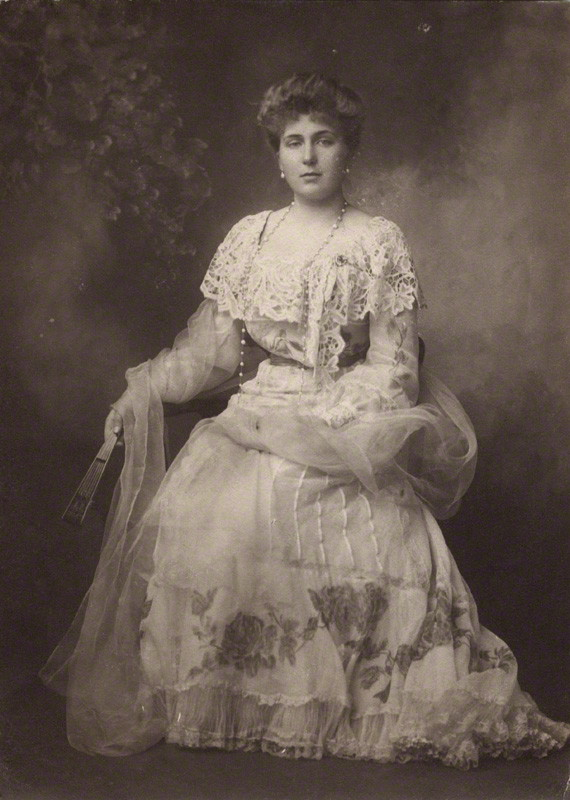
Victoire-Eugénie de Battenberg par George Charles Beresford en 1904.

En 1905, la princesse assiste à une fête organisée par son oncle Édouard VII en l'honneur d'Alphonse XIII d'Espagne. Le jeune monarque espagnol est assis entre la reine Alexandra et la princesse Helena, sœur du roi Édouard. Il remarque alors la princesse Victoire-Eugénie et demande à la princesse Helena le nom de la princesse aux cheveux presque blancs. Il est alors de notoriété publique que le roi cherche une épouse et l'une des candidates envisagées est une cousine de la princesse de Battenberg, la princesse Patricia de Connaught, autre nièce du roi Édouard, qui, à la différence de Victoire-Eugénie, est une princesse du sang car fille du prince Arthur du Royaume-Uni et de la princesse Louise-Marguerite de Prusse. Toutefois, Victoire-Eugénie suscite l'intérêt du roi et comme sa cousine ne semble guère impressionnée par le souverain espagnol, l'intérêt d'Alphonse grandit. Il commence à courtiser la jeune fille et, de retour en Espagne, lui envoie de nombreuses cartes postales.
La reine-mère Marie-Christine d'Autriche ne voit pas cette union d'un bon œil étant donné les origines obscures des Battenberg. De plus, Victoire-Eugénie est anglicane. Les antécédents hémophiles de sa famille ne lui plaisent pas non plus. En effet, le frère de Victoire-Eugénie, Léopold, est hémophile. Il y a donc 50 % de chances qu'elle soit porteuse de la maladie, même si l'ampleur du risque n'est pas connue à l'époque. Tout cela ne dissuade pas Alphonse.
Après une année de rumeur autour de la future reine d'Espagne, en janvier 1906, la reine Marie-Christine accepte finalement le choix de son fils et écrit une lettre à la princesse Béatrice pour lui faire part de l'amour qu'Alphonse porte à sa fille et envisageant un contact non officiel avec le roi Édouard VII. Quelques jours plus tard, ce dernier félicite sa nièce à propos de ses fiançailles imminentes.
La princesse Béatrice et sa fille arrivent à Biarritz le 22 janvier et séjournent au domaine Mouriscot, chez la princesse Frederika de Hanovre où le roi Alphonse les rejoint. Les fiançailles d'Ena et Alphonse sont célébrées le samedi 27 janvier 1906. Ensuite, Alphonse accompagne les princesses à Saint-Sébastien pour rencontrer la reine-mère d'Espagne. Le 3 février, le roi quitte Saint-Sébastien pour Madrid et Victoire-Eugénie se rend à Versailles pour y recevoir une instruction catholique afin de se convertir, obligatoire pour une future reine d'Espagne. La conversion officielle a lieu le 5 mars 1906 au palais de Miramar de Saint-Sébastien.
Les conditions du mariage sont fixées par deux contrats : un traité public et un contrat privé. Le traité entre l'Espagne et la Grande-Bretagne est conclu à Londres le 7 mai 1906 par les plénipotentiaires respectifs des deux pays : l'ambassadeur espagnol Don Luis Polo de Bernabé et le secrétaire du Foreign Office Sir Edward Grey. Le traité est une reconnaissance explicite du fait qu'en épousant un catholique, Ena perd ses droits sur la couronne britannique du fait de l'Acte d'établissement de 1701. Cette exclusion est personnelle et limitée, ses descendants non catholiques restant dans la ligne de succession.
En prévision de son mariage, Ena est élevée par son oncle le roi Édouard VII au rang d'Altesse royale.

### Reine d'Espagne

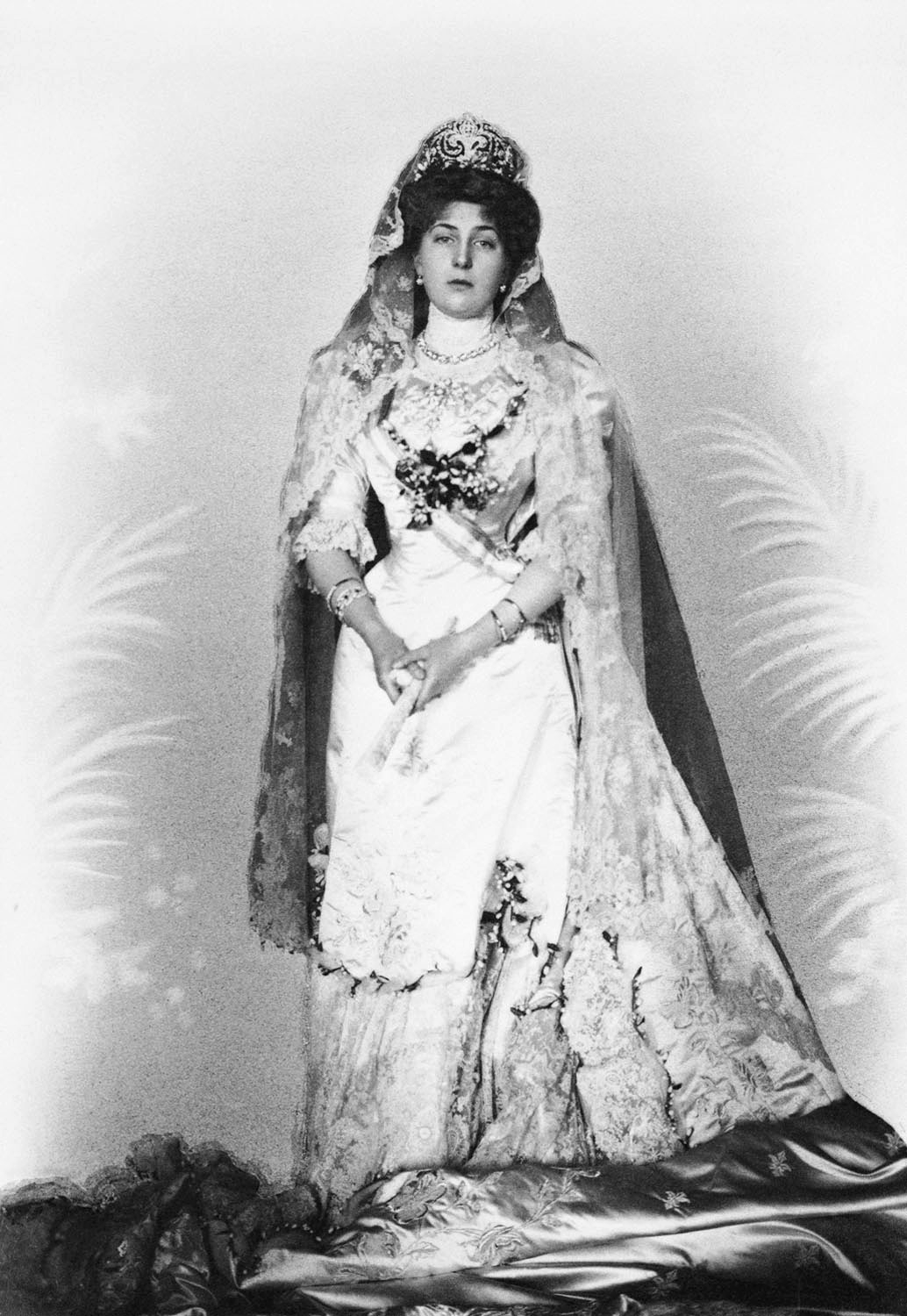
Victoire-Eugénie dans sa robe de mariée.

Victoire Eugénie épouse le roi Alphonse à l'église Saint-Jérôme-le-Royal de Madrid le 31 mai 1906. Sa mère ainsi que ses cousins, dont le prince de Galles, assistent à la cérémonie.
Un attentat a lieu sur le trajet de retour vers le palais royal après la cérémonie. L'anarchiste Mateo Morral lance une bombe à partir d'un balcon. La vie d'Ena est épargnée car au moment de l'explosion, elle tournait la tête vers l'église Sainte-Marie qu'Alphonse lui montrait. Sa robe de mariée est tachée par le sang d'un garde qui chevauchait à côté de la calèche.

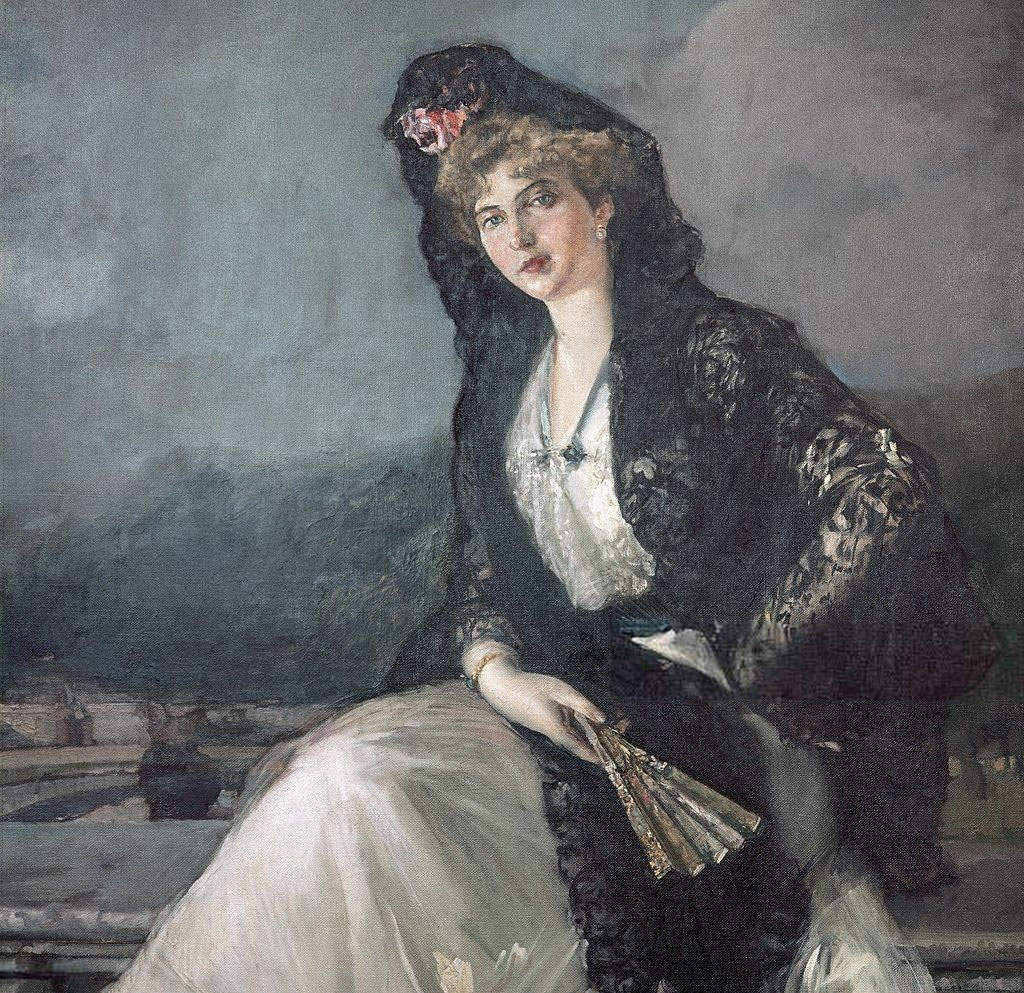
Victoire-Eugénie par Joaquín Sorolla en 1910.

Après ce début peu engageant, Ena est tenue à l'écart du peuple espagnol et devient impopulaire dans son nouveau pays. Sa vie conjugale s'améliore après la naissance d'un fils et héritier de la couronne, Alphonse. Mais lors de sa circoncision, les médecins remarquent une hémorragie, premier signe que l'enfant est hémophile. Ena est la source de cet état, partagé par son aîné et son plus jeune fils. Contrairement à Nicolas II de Russie dont le fils, issu de son mariage avec la cousine d'Ena, Alix de Hesse-Darmstadt, souffre de la même maladie, Alphonse semble n'avoir jamais pardonné sa maladie à Ena. En tout, le roi Alphonse et Ena ont sept enfants, cinq fils et deux filles. Aucune des filles ne semble être porteuse de la maladie.
Les sept enfants d'Alphonse XIII et de Victoire Eugénie sont :
- Alphonse (10 mai 1907 - 6 septembre 1938), prince des Asturies puis comte de Covadonga. Son père le fait renoncer à ses droits au trône pour lui-même et ses descendants sous prétexte de son mariage « inégal » avec Edelmira Sampedro y Robato en 1933 (il récuse en 1938 cette renonciation non officielle). En plus de cette raison officielle, Alphonse XIII agit ainsi parce qu'Alphonse est hémophile, et dès son enfance de santé fragile. Après leur divorce, il se remarie civilement en 1937 avec Marta Esther Rocafort y Altuzarra. Il meurt dans un accident de voiture en 1938.
- Jacques-Henri (23 juin 1908 - 20 mars 1975), infant d'Espagne (éphémère prince des Asturies en juin 1933), puis duc de Ségovie, duc d'Anjou, duc de Madrid et duc de Tolède. À l'âge de quatre ans, il souffre d'une mastoïdite et l'opération chirurgicale consécutive le rend sourd. Son père le fait renoncer à ses droits au trône sous prétexte de son handicap physique le 21 juin 1933 (il récuse en 1949 cette renonciation non officielle, et revendique le trône d'Espagne). Il épouse en 1935 Emmanuelle de Dampierre puis, après l'annulation civile de cette union, il se remarie civilement en 1949 avec Charlotte Tiedemann. À la mort de son père en 1941, il devient chef de la maison de Bourbon et prétendant légitimiste au trône de France.
- Béatrice (22 juin 1909 – 22 novembre 2002), infante d'Espagne puis princesse Torlonia, princesse de Civitella Cesi. Elle épouse en 1935 Alessandro Torlonia.
- Ferdinand (21 mai 1910 – 21 mai 1910), infant d'Espagne
- Marie-Christine (12 décembre 1911 – 23 décembre 1996), infante d'Espagne puis comtesse Marone-Cinzano. Elle épouse en 1940 le comte Enrico Eugenio Marone-Cinzano.
- Juan (20 juin 1913 – 1er avril 1993), infant d'Espagne puis prince des Asturies, puis comte de Barcelone. Il est reconnu héritier du trône d'Espagne par son père le 21 juin 1933 (et ce dernier abdique en sa faveur en 1941) mais renonce formellement à ses droits en faveur de son fils Juan Carlos en 1977. Il épouse en 1935 la princesse Maria de las Mercedes de Bourbon y Orléans.
- Gonzalve (24 octobre 1914 – 13 août 1934), infant d'Espagne. Il est hémophile. Il meurt dans un accident de voiture en Autriche.

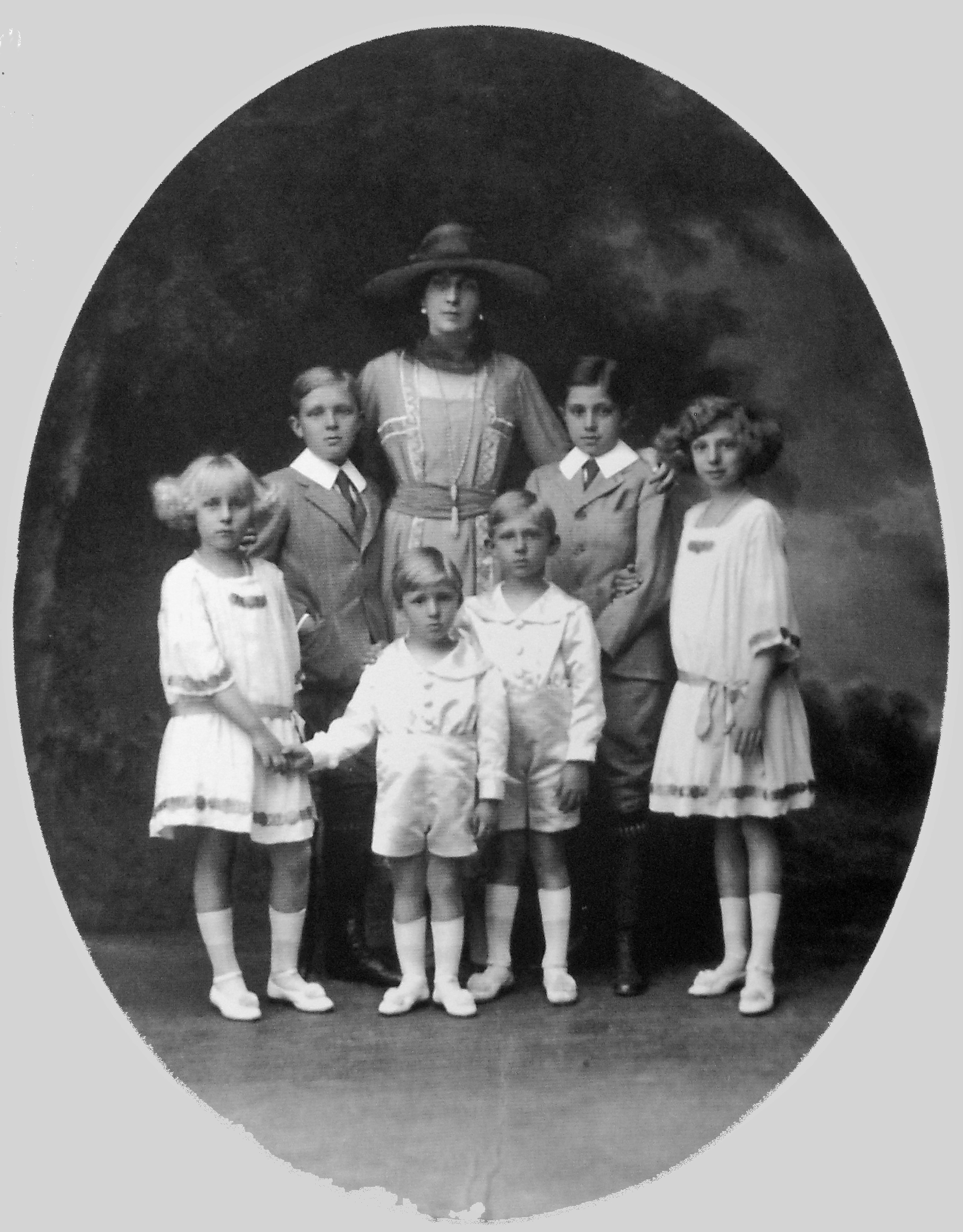
Victoire-Eugénie en 1918 avec ses enfants.

Après la naissance de leurs enfants, les relations entre les époux se détériorent. Alphonse a de nombreuses relations extra-conjugales. On raconte qu'il a une liaison avec la cousine d'Ena, la princesse Béatrice de Saxe-Cobourg-Gotha, mais cela n'est pas avéré. Il est probable qu'Alphonse ait tenté de séduire Béatrice mais que cette dernière n'ait pas cédé. Le roi, en colère, l'exile elle et son mari. L'entourage du roi lance alors de fausses rumeurs sur le mauvais comportement de Béatrice. Toute l'affaire est très pénible pour Ena mais elle ne peut rien faire pour sa cousine.

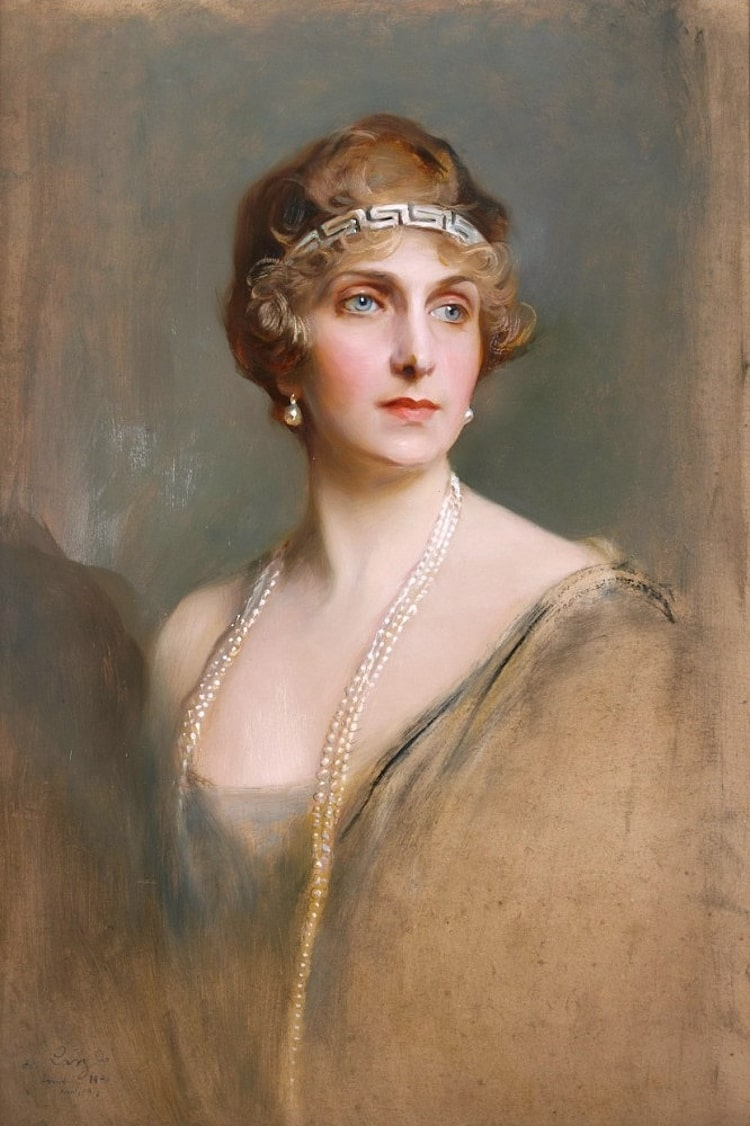
Victoire-Eugénie par Philip de László en 1920.

Victoire-Eugénie se consacre aux hôpitaux et à l'assistance aux nécessiteux. Elle est impliquée également dans la réorganisation de la Croix-Rouge espagnole.

### Exil
La famille royale espagnole doit partir en exil le 14 avril 1931 après la tenue d'élections municipales ayant vu la victoire des Républicains dans la plupart des grandes villes espagnoles. Alphonse XIII espère que cet exil volontaire pourra permettre d'éviter la guerre civile entre républicains et royalistes. Après que son époux eut été détrôné, elle porte le titre de courtoisie de « duchesse de Tolède », et devient à partir du 29 septembre 1936 (jusqu'au 28 février 1941) la « première dame » des légitimistes français et des carlistes espagnols. 
La famille vit en France et plus tard, en Italie. Victoire-Eugénie et Alphonse se séparent. Elle vit quelque temps en Angleterre, puis, après avoir été priée par le gouvernement anglais de quitter le pays, en Suisse. Elle y acquit un château, Vieille Fontaine, dans les environs de Lausanne.
En 1938, la famille se réunit à Rome pour le baptême du fils aîné de l'infant Juan : Juan Carlos de Bourbon. Le 15 janvier 1941, sentant sa mort prochaine, Alphonse XIII « abdique » ses droits sur la couronne espagnole en faveur de son fils cadet Juan. Le 12 février, il a une première crise cardiaque. Il meurt le 28 février 1941, au Grand Hôtel de Rome.
En 1942, Victoire-Eugénie est obligée de quitter l'Italie, étant devenue, selon Harold Tittmann, alors représentant américain au Vatican, persona non grata pour le gouvernement italien pour ses « penchants mal déguisés pour la cause alliée ».
Victoire-Eugénie est très proche de ses petits-enfants, en particulier du futur roi d’Espagne, Juan Carlos, et du duc de Cadix, Alphonse.
Elle retourne brièvement en Espagne en février 1968. Elle assiste au baptême de son filleul et arrière-petit-fils, Felipe de Bourbon, fils de Juan Carlos et de Sophie de Grèce, qui deviennent en 1975 roi et reine d'Espagne.
Elle meurt à Lausanne le 15 avril 1969, à l'âge de 81 ans, exactement 38 ans après avoir quitté l'Espagne. Elle est inhumée en l'église du Sacré-Cœur à Lausanne. Le 25 avril 1985, ses restes sont ramenés en Espagne et déposés à l'Escurial. En 2011, ils sont placés dans le Panthéon des rois, auprès de la dépouille de son mari, Alphonse XIII et non loin de leurs fils, le prince Alphonse et les infants Jacques-Henri et Gonzalve, qui reposent eux au Panthéon des infants.

## Postérité
Victoire-Eugénie est la marraine d'Albert II de Monaco, de Fabiola, reine des Belges, de Cayetana Fitz-James Stuart, duchesse d'Albe ainsi que de l’actuel roi d’Espagne Felipe VI.
Divers monuments espagnols sont nommés d'après Victoire-Eugénie. Par exemple, en 1909, le majestueux pont néoclassique de Madrid traversant la rivière Manzanares est nommé le « Puente de la Reina Victoria ». Depuis 1912, le monumental Teatro Victoria Eugenia de Saint-Sébastien porte son nom.

## Titulature et décorations

### Titulature
- 24 octobre 1887 - 3 avril 1906 : Son Altesse la princesse Victoire-Eugénie de Battenberg
- 3 avril 1906 - 31 mai 1906 : Son Altesse Royale la princesse Victoire-Eugénie de Battenberg
- 31 mai 1906 - 14 avril 1931 : Sa Majesté la reine
- 14 avril 1931 - 28 février 1941 : Sa Majesté la duchesse de Tolède
  - Sa Majesté la reine Victoire-Eugénie
- 28 février 1941 - 15 avril 1969 : Sa Majesté la reine Victoire-Eugénie
  - Sa Majesté la reine douairière

### Titulature légitimiste
- 31 mai 1906 - 29 septembre 1936 : Son Altesse Royale la princesse Victoire-Eugénie, princesse du sang
- 29 septembre 1936 - 28 février 1941 : Sa Majesté la reine de France et de Navarre
- 28 février 1941 - 15 avril 1969 : Sa Majesté la reine douairière de France et de Navarre

### Décorations
Elle est la 976e dame de l'ordre de la Reine Marie-Louise et sa grande-maîtresse de 1906 à 1941. En 1923, le pape Pie XI lui confère la Rose d'or ce qui fait d'elle la première princesse d'origine britannique à la recevoir depuis la reine Marie Ire d'Angleterre en 1555. Elle reçoit l'ordre royal de Victoria et Albert de sa grand-mère, la reine Victoria. La reine reçoit également l'ordre du mérite de la Croix-Rouge espagnole dont l'insigne est payé par une souscription du corps des infirmières de la Croix-Rouge espagnole.
- 31 mai 1906 : dame et grande maîtresse de l'ordre de la Reine Marie-Louise
- 24 décembre 1907 : grand cordon de l'ordre de la Couronne précieuse
- 1908 : grand-croix de l'ordre d'Élisabeth[10]
- 26 août 1910 : grand-croix de l'ordre civil de bienfaisance
- 27 mai 1911 : dame de l'ordre de Sainte-Catherine
- 1923 : récipiendaire de la Rose d'or
- 19 avril 1958 : grand-croix de l'ordre de Saint-Charles[11]
- 13 mai 1962 : dame grand-croix de l'ordre des Saintes-Olga-et-Sophie
- Dame grand-croix de justice de l'ordre sacré et militaire constantinien de Saint-Georges
- Dame de l'ordre de la Croix étoilée[10]
- Dame de l'ordre royal de Victoria et Albert
- Dame de l'ordre de Thérèse
- Dame de l'ordre de Sainte-Élisabeth
- Dame d'honneur et de dévotion de l'ordre souverain militaire et hospitalier de Saint-Jean de Jérusalem, de Rhodes et de Malte

## Héraldique

Armoiries de la princesse Victoire-Eugénie avant 1906.
Armoiries de la princesse Victoire-Eugénie en 1906.
Armoiries de la reine Victoire-Eugénie.
Armoiries de la reine douairière Victoire-Eugénie.
Armoiries de la reine à partir de 1936 en temps qu’épouse du prétendant légitimiste au trône de France.